# Humbucker

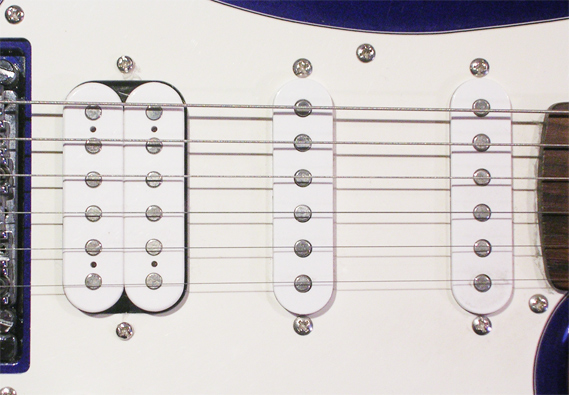
Stratocaster s jedním humbuckerem a dvěma single-coily

Humbucker je typ snímače elektrické kytary. Jeho název "humbucker" znamená ve volném překladu z angličtiny do češtiny "rušič hučení" (hum - brum, hukot, hučení, bzučení, šum, jinými slovy nežádoucí zvuk a buck - odporovat, vzepřít se, opačně působit).
Na rozdíl od single coil (jednocívkových) snímačů mají humbuckery 2 cívky. Ve standardním zapojení se vlastně jedná o sériové spojení dvou snímačů typu single coil. Důležité je, že obě poloviny snímače mají navzájem opačný směr vinutí a orientaci magnetického pole. Dochází tak k tomu, že nepříjemné brumy způsobené rušivým vnějším elektromagnetickým polem, jsou sečteny v protifázi díky opačnému vinutí a jsou tudíž potlačeny. Obrácená polarita magnetického pole způsobuje, že napětí v každé polovině snímače je indukováno již s navzájem převrácenou polaritou a díky vinutí je zpět převrácena a tím dojde k sečtení užitečného signálu ve fázi. Pro dosažení dalších barev zvuku je možné zapojit cívky humbuckeru paralelně nebo případně rozpojit a využít pouze jednu polovinu snímače jako single coil snímač.
Vynalezl jej zaměstnanec firmy Gibson Seth Lover v roce 1957 jako snímač s původním označením PAF (Zkratka "Patent Applied For"). Humbuckery se vyznačují silnějším výstupním signálem a kulatějším "tlustým" zvukem. Postrádají větší "živost" a nabroušenost typickou pro single coil snímače. Hodí se tedy lépe k tvrdším stylům (punk rock, hard rock, heavy metal atd.), ale prakticky se mohou používat na jakýkoliv styl včetně blues apod. Humbuckery jsou standardně osazeny kytary typu Gibson Les Paul, Gibson SG, Gibson Flying V, Gibson ES-335 Dot . Firma Fender používá tyto snímače na některých modelech stratocasterů tzv. "Fat" stratech.

## Typy humbuckerů
- Single size humbucker (humbuckery o velikosti singlu) - jsou určeny pro výměnu singlů za humbuckery bez zásahu do kytary (vydlabávání otvoru v těle, upravování pickguardu atd.), velmi často se používají u stratů. Často bývá nesprávně nazývány jako minihumbuckery.

- Minihumbucker - humbucker, velikostně něco mezi humbuckerem a single coilem (nejčastěji 2,5 x 1 palec, pro srovnaní: single má přibližně 2,6 x 0,6 palce, humbucker má rozměry přibližně 2,6 x 1,5 palce)

- Rail (bar) pickups - většina snímačů má šest magnetů, pro každou strunu jeden. Nevýhoda je ale v tom, že mezi magnety nejsou struny snímány tak silně, jako když jsou nad nimi. Proto byly vyvinuty snímače s tyčí přes celou délku, takže při vytažení struny (bend) je zvuk stejně čistý a hlasitý v jakékoliv poloze vzhledem ke magnetům. Tento typ snímačů se vyrábí i jako single.

- Zebra - jedna polovina snímače je bílá a druhá černá. Může to být jakýkoliv typ humbuckeru (single size humbucker, minihumbucker atd.).

- Quad rail - na kytarách Kramer jsou i čtyřcívkové snímače (quad rail), mají velké zkreslení už při menším gainu (zisku), mají velký výstupní signál a nešumí.